# Herbert E. Meister
Herbert E. Meister (* 28. Oktober 1946 in Regensburg) ist ein deutscher Jurist. Meister ist  Spezialist im Markenrecht, Euroskeptiker und Kritiker der EU-Verwaltungspraxis. Er war in verschiedenen juristischen Sektoren tätig, zuletzt von 1995 bis 2009 als EU-Beamter im Harmonisierungsamt für den Binnenmarkt (HABM) in Alicante/Spanien. Er führte mehrere Prozesse gegen das HABM bis zu seiner Pensionierung am 1. November 2009. Er lebt in Cala Llombards (Mallorca).

## Leben
Herbert E. Meister wurde 1975 als Rechtsanwalt zugelassen. Er war zusätzlich von 1975 bis 1979 wissenschaftlicher Assistent (bei Wolfgang Grunsky an der Universität Bielefeld). Während der Zeit als Assistent an der Universität Bielefeld  war er 1977/1978 Teilnehmer des EEC Research Program University of Cambridge (Wolfson College). Von 1979 bis 1986 Referent in der Rechtsabteilung des Bundesverbandes der deutschen Industrie (BDI) Köln. Geschäftsführer des Arbeitskreises Datenschutz der deutschen Wirtschaft. Meister gab von 1982 bis 1996 die Zeitschrift „Datenschutz und Datensicherung“ (DuD) und die DuD-Fachbuchreihe im (Vieweg Verlag) mit heraus. Von 1986 bis 1995 war er Geschäftsführer im Markenverband e. V. (MV). Am 1. November 1995 Eintritt in den Dienst der Europäischen Union (Aufbau des Europäischen Markenamtes; bis 2002 Leiter der Nichtigkeitsabteilung, dann Rechtsberater).
Meister kritisierte Fehlentwicklungen im öffentlichen Dienst der EU. Als der 2. Präsident des HABM, der Holländer Wubbo de Boer, im Jahr 2002 das Amt umorganisieren wollte, opponierte Meister. Gegen die darauf folgenden „personellen Maßnahmen“ führte er sieben Gerichtsverfahren.

## EU-Systemkritik
Nach einigen frühen kritischen Äußerungen zur europäischen Entwicklung hat Meister die Erfahrungen in Bezug auf die Gründung der EU-Agentur „Harmonisierungsamt“ in einigen Publikationen verarbeitet und darauf beruhende Vorschläge gemacht. Für die Ansiedlung von EU-Einrichtungen fordert er ein intensives Monitoring durch die nationalen Regierungen und deren Botschaften in den jeweiligen Bewerberstaaten von Beginn an. In Bezug auf Deutschland fordert Meister eine Änderung der Geschäftsordnung der Bundesregierung dahin, dass bei allen Vorhaben (Ansiedlung von Organisationen, politische Auswahl des Führungspersonals) vor einer deutschen Entscheidung über die Außenvertretungen (Botschaften, Konsulate) die Hintergründe aufzuklären seien. Zum Thema Aufsichtsfunktionen/Aufsichtsräte schlägt Meister als „zwingend notwendig“ vor, auch von außen Praktiker des jeweiligen Gebiets als Verwaltungsräte zu berufen.
Meister benennt die erste Grundsatzentscheidung des Europäischen Gerichtshofs zum Fall „Baby-dry“, (the „Baby Dry“ case) (EuGH vom 20. September 2001, C-383/99 P) als „objektiv falsch“. Zur Vermeidung ungünstiger Entwicklungen des Europarechts bei neuen Materien wird vorgeschlagen, in den zuständigen Spruchkörpern des Gerichtshofs für die Europäische Union Spezialkammern einzurichten, in die nicht nur nationale Ministerialbürokraten, sondern auch von außen erfahrene Praktiker berufen werden.

## Publikationen
- Datenschutz im Zivilrecht. Das Recht am eigenen Datum, 2. Aufl., Heider 1981
- Leistungsschutz und Produktpiraterie, Frankfurt/M. 1990
- Der Kampf gegen die Markenpiraterie. In: Erwin Dichtl, Erich Eggers (Hg.): Marke und Markenartikel als Instrumente des Wettbewerbs. Beck / dtv, München 1992, S. 269–286.
- Marke und Recht, 2. Aufl. Wiesbaden 1994
- Marke und Recht. EG-Texte mit praxisbezogenen Hinweisen, 3. Aufl., Renningen 1997
- Europäische Rechtslehre. Studien zu einem Positiven Realismus, 2 Bände, 2. Auflage, Berlin 2017, ISBN 978-3-86460-710-3
- Marke und Recht. Historische Entwicklungen und Grundlagen, 4. Auflage, Berlin 2018, ISBN 978-3-86460-892-6